# Darcy Marquardt
Darcy Marquardt (Vancouver, 22 marzo 1979) è una canottiera canadese, vice-campionessa olimpica nell'otto a Londra 2012.

## Biografia
Ai mondiali di Siviglia 2002 ha conquistato l'argento nel 4 senza, con Roslyn MacLeod, Rachelle De Jong e Pauline van Roessel, mentre a quelli di Milano 2003 il bronzo nell'otto.
Ha esordito alle Olimpiadi ad Atene 2004 nel due senza del Canada, con Buffy Williams, terminado la competizione al 4º posto, alle spalle delle imbarcazioni di Romania (Georgeta Andrunache e Viorica Susanu), Gran Bretagna (Katherine Grainger e Cath Bishop) e Bielorussia (Julija Bičyk, Natallja Helach).
Si è laureata campionessa iridata nel 2 senza ai mondiali di Eton 2006 con Jane Rumball.
Ha rappresentato il Canada ai Giochi olimpici estivi di Pechino 2008, classificandosi 4ª nell'otto, con Heather Mandoli, Andréanne Morin, Sarah Bonikowsky, Romina Stefancic, Buffy Williams, Ashley Brzozowicz, Jane Rumball e Lesley Thompson-Willie.
Ai mondiali di Cambridge 2010 e Bled 2011 ha ottenuto l'argento nell'otto.
Ha fatto la sua terza apparizione olimpica a Londra 2012, dove ha vinto la medaglia d'argento nell'otto con Natalie Mastracci, Rachelle De Jong-Viinberg, Krista Guloien, Lauren Wilkinson, Janine Hanson, Ashley Brzozowicz, Andréanne Morin, Lesley Thompson-Willie.

## Palmarès
- Giochi olimpici

Londra 2012: argento nell'otto;
- Mondiali

Siviglia 2002: argento nel 4 senza;
Milano 2003: bronzo nell'otto;
Eton 2006: oro nel 2 senza;
Cambridge 2010: argento nell'otto;
Bled 2011: argento nell'otto;